# Slawendorf Passentin
Slawendorf Passentin er et arkæologisk frilandsmuseum i Penzlin i Landkreis Mecklenburgische Seenplatte i den tyske delstat Mecklenburg-Vorpommern. Det består af rekonstruerede bygninger fra 800- og 900-tallet, der er opført i naturlig størrelse baseret på arkæologiske fund. Det blev åbnet i 2000, efter initiativ af den lokale skulptør Dorothee Raetsch. Museet er engageret i forskning og uddannelse via levende historie, og fokuserer specielt på kulturel og landbrugshistorie. Museet tilbyder gæsterne at leve i husene som slavere for at oplever den tidlige middelalder, hvor de kan deltager i dagligdags opgaver som madlavning og håndværk som vævning, spinding, keramikfremstilling, træskærearbejde og støbning.
Museet har bl.a. medvirket i EU-projektet Ancient Times, hvor flere europæiske frilandsmuseer samarbejdede om udvikling og uddannelse. Museer var, udover Slawendorf, Salvestaden ved Kalmar i Sverige, Lofotr Vikingmuseum på Lofoten i Norge og Middelaldercentret ved Nykøbing Falster i Danmark.